# Velocidade peculiar
Velocidade peculiar é um termo da cosmologia física que se refere aos componentes de galáxias com velocidade regressiva em relação a expansão geral do universo que não podem ser explicadas pela lei de Hubble.
De acordo com Hubble, e como verificado por muitos astrônomos, as galáxias afastam-se umas das outras a uma velocidade proporcional a sua distância. A relação entre velocidade e distância deveria ser exata na ausência de outros efeitos.
As galáxias não são distribuídas uniformente por todo o espaço perceptível, mas encontram-se tipicamente nos grupos ou aglomerados de galáxias, variando do tamanho de menos de uma dúzia a diversos milhares de componentes. Todas estas galáxias próximas têm um efeito gravitacional, até o ponto em que a galáxia original pode ter uma velocidade acima de 1.000 Km/s em um sentido aparentemente aleatório. Esta velocidade se adicionará, ou subtrairá, conseqüentemente, da velocidade radial que se esperaria da lei de Hubble.
A principal consequência disto, em determinar a distância de uamgaláxia isolada, é que um erro possível deve ser assumido. Este erro torna-se menor, relativamente à velocidade total, a medida que a distância diminui.
Uma mais precisa estimativa pode ser obtida pela tomada da velocidade média de um grupo de galáxias: as velocidades peculiares, assumida ser essencialmente aleatória, irá cancelar uma a outra, levando a uma medição mais precisa.